# Moveros
Moveros es una localidad del municipio de Fonfría, en la provincia de Zamora, comunidad autónoma de Castilla y León, España.
Este pueblo es especialmente conocido por su tradición alfarera y su característico  cántaro de boca estrecha y cuello escindido, ancho y globoso; también se fabrican tinajas, botijos y otras piezas exclusivas de la alfarería de agua.

## Topónimo
En un deslinde portugués de 1538 se registra como Moveiros. Procederá del término, aún vigente en dominio leonés, "mofo", cuyo valor no es sólo "moho", sino preferentemente "musgo, líquenes de los árboles". Es por lo tanto un colectivo vegetal, con el sufijo "–eros < -ārios". 

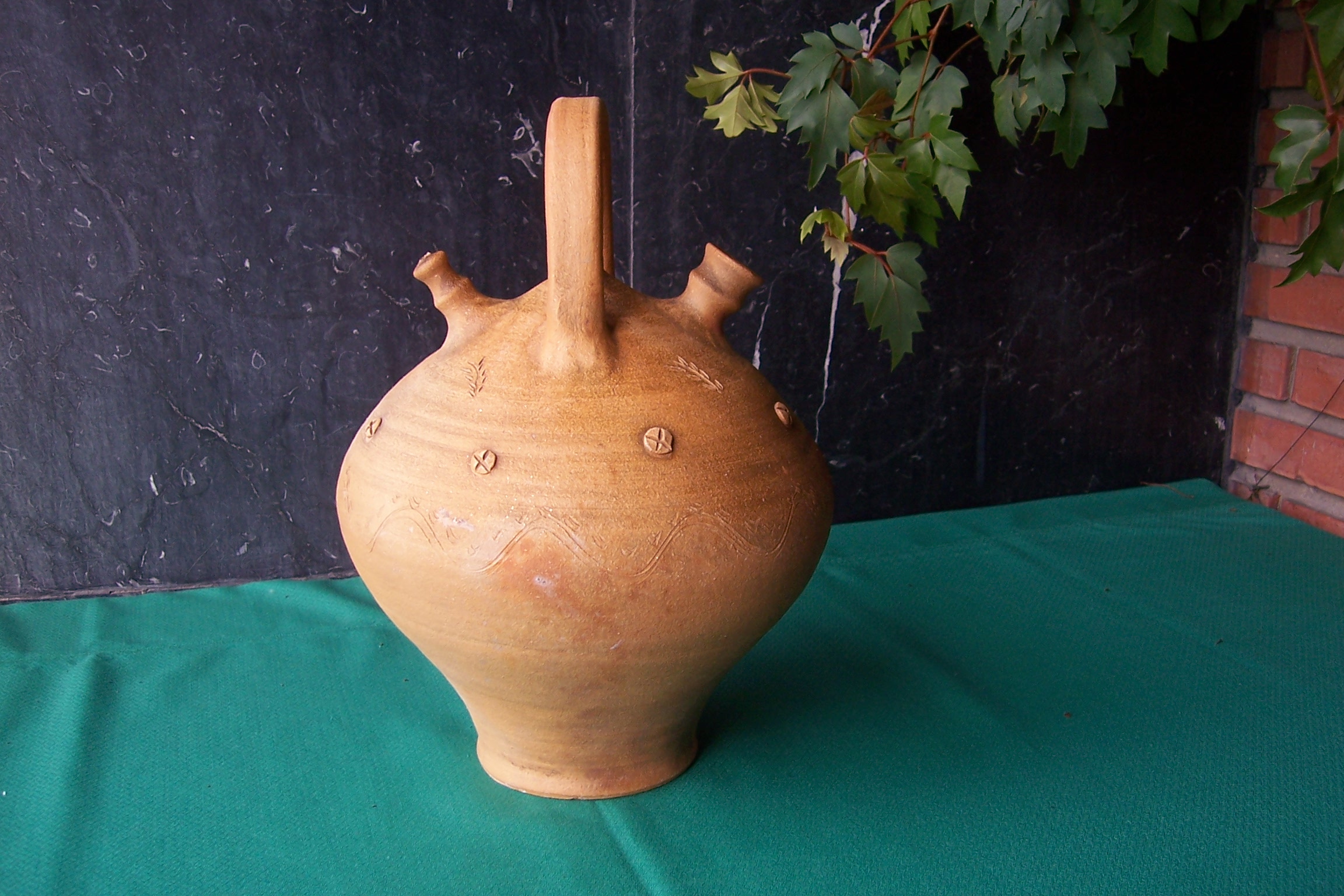
Botijo de alfar de Moveros.

Compárese el paraje de Los Moferos, cercano a Covadonga (Asturias); con otra sufijación, la voz dialectal portuguesa mofêdo 'exceso de ramaje que perjudica el crecimiento de los árboles' (porque las ramas muertas se cubren de líquenes); o el monte de la Mofosa, citado en el Libro de la Montería (1350) cerca de El Tiemblo (Ávila).
El proceso fonético no es insólito: se trata de la normal sonorización de la fricativa sorda –f– intervocálica, como en el alistano devesa "dehesa’ < latín tardío dēfēsa "defendida". En cuanto a congruencia toponímica, la insignificancia del musgo como denominador puede ser indicio de que el término moveros aparecía en función adjetival, calificando a un sustantivo que se elidió posteriormente: molinos, cercas, rocas o árboles cubiertos de musgo o liquen. Actualmente, el arbolado de rebollos que cubre buena parte del término sigue estando densamente tapizado de líquenes.
El nombre de Moveros arroja luz sobre la etimología de la voz castellana moheda 'bosque espeso, con matorral'. Coromines discute una posible etimología arábiga, pareciendo decantarse por la opción, puramente romance, de derivar moheda de "moho". Pero su propuesta de que se trate de un uso metafórico "cosa mohosa = bosque con matorrales" (porque tanto el moho como la maleza echan a perder la comida o el arbolado), puede ser afinada en lo semántico. Se está ante una aplicación literal del término, aún vigente en dominio leonés, "mofo", en su acepción plenamente comprobada "líquenes o musgos de los árboles".

## Localización
Moveros se encuentra situada en la comarca de Aliste, en el oeste de la provincia de Zamora y a unos 52 km de la capital. Pertenece al ayuntamiento de Fonfría, del que forma parte como anejo, junto a las localidades de Arcillera, Bermillo de Alba, Brandilanes, Castro de Alcañices, Ceadea, Fornillos de Aliste y Salto de Castro.

## Historia
Durante la Edad Media Moveros quedó integrado en el Reino de León, cuyos monarcas habrían acometido la repoblación de la localidad dentro del proceso repoblador llevado a cabo en Aliste. Tras la independencia de Portugal del reino leonés, en 1143, la localidad habría sufrido por su situación geográfica los conflictos entre los reinos leonés y portugués por el control de la frontera, quedando estabilizada la situación en Aliste a inicios del siglo XIII, hecho reforzado por la firma del Tratado de Alcañices en 1297.
Posteriormente, en la Edad Moderna, Moveros estuvo integrado en el partido de Alcañices de la provincia de Zamora, tal y como reflejaba en 1773 Tomás López en Mapa de la Provincia de Zamora. Así, al reestructurarse las provincias y crearse las actuales en 1833, la localidad se mantuvo en la provincia zamorana, dentro de la Región Leonesa, integrándose en 1834 en el partido judicial de Alcañices, dependencia que se prolongó hasta 1983, cuando fue suprimido el mismo e integrado en el Partido Judicial de Zamora.
En torno a 1850, el antiguo municipio de Moveros se integró en el de Ceadea, y tras la desaparición de este en 1973 en el de Fonfría.

## Alfarería

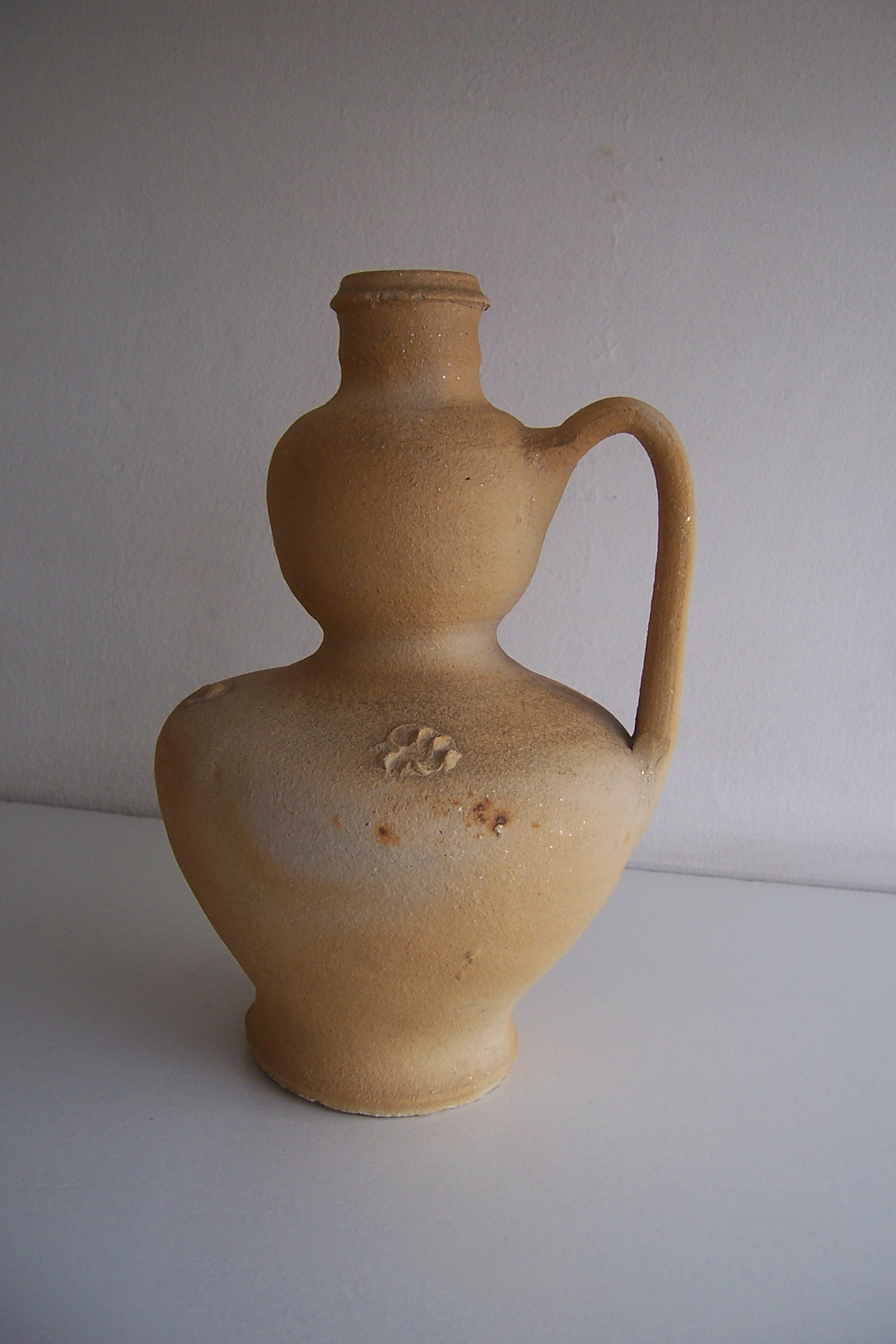
Cántaro tradicional de Moveros. Algunos etnógrafos deducen que su curiosa forma se diseñó para poder llevar dos cántaros a la vez, uno en cada hombro.

La alfarería en Moveros, como en Pereruela, Carbellino o Muelas del Pan, fue un oficio de mujeres, las tradicionalmente llamadas cacharreras, al ser ellas las que mayoritariamente se encargaron de modelar el barro. En todo caso, la tradición artesana de Moveros, como la de otras localidades de la provincia de Zamora, no se puede entender sin la participación de hombres y mujeres, complementándose entre sí y, con ello, su precaria economía familiar de subsistencia.
En 1850, el Diccionario de Madoz dejó anotado que la alfarería era la industria principal del pueblo. En 1958 se censaron veinticinco alfareras, quedando tan solo diez en 1973. A finales del siglo XX y comienzos del XXI, la actividad alfarera se reducía a un par de familias, los hermanos Pascual: María del Carmen y Francisco, hijos de la alfarera Carmen Prieto Pino.

### Proceso tradicional de trabajo
El barro se extraía de barreros de la zona como los de la vecina localidad de Ceadea o del paraje denominado "El Barrero". Trasladado al pueblo, se extendía sobre la roca de "Peña el Caño" para "orearlo". Antiguamente se usaba el "mayadero" (mazo de madera) para triturarlo, tras lo cual se cernía con la ayuda de una criba de mano para separar el grano fino. Esta primera fase de preparación del barro era generalmente efectuada por los hombres de la familia.
Una vez curado, el barro se amasaba mojándolo (sobe) para hacer las bolas o "pellas" que luego se torneaban en la rueda. La rueda de cruces, torno usado por las alfareras de Moveros, es similar a las de Pereruela, pero con eje de hierro. La artesana trabajaba de rodillas o en cuclillas sobre los talones, moviendo la rueda con la mano izquierda. Era tradicional poner una lastra de pizarra (llamada galga o longa) sobre la rueda del torno, que servía de asiento a la pieza en elaboración.
Finalmente, las piezas se secaban al aire, y una vez secas se cocían en hornos rústicos de piedra y adobe.
La alfarería de Moveros, al no servir el barro para obra de fuego era exclusivamente alfarería de agua sin vidriado. Las piezas más características han sido tradicionalmente: barrilas, baños pequeños, botijos mecos, candelas, barriles para vino y curiosas cántaras con agujeros en su cuello a modo de colador. La pieza emblemática sigue siendo el cántaro de cuello englobado que le hace inconfundible, compuesto por tres piezas: el "cacho", la "boca" y el "asa de cinta". Los tonos dorados del barro y la elegancia ancestral de las piezas hacen de la alfarería de Moveros una de las más apreciadas de España.

## Festejos
La fiesta principal de la de su patrona, Santa Colomba, que tiene lugar el 31 diciembre. Las fiestas suelen durar tres días, comenzando el 31 de diciembre con misa y procesión por la mañana. La tarde suele ser de juegos, tanto de niños como de adultos, siendo típico el de romper pucheros y el de tirar de la cuerda, cerrando el día la típica verbena hasta altas horas de la madrugada. El 1 de enero sigue la fiesta comenzando por las mañanitas o pedir los manueles que hacían antiguamente, acompañando los mozos a los gaiteros para pedir el aguinaldo en casa de los que llevan el nombre de Manuel o Manuela. Por la tarde algún partido de fútbol, si el tiempo lo permite, y otras competiciones y por la noche una buena orquesta para amenizar el baile. El 2 de enero termina la fiesta. Antiguamente era el día de los casados, participando estos en el baile. Ahora se suele celebrar con una gran merienda para todos y el baile.
Otras fiestas son la de San Ciriaco y la romería de la Luz:
- San Ciriaco, el 8 de agosto, es la fiesta en la que se bendice a los animales. Sus orígenes parecen estar vinculados a una peste que afectó a la cabaña ganadera de la localidad y al Santo, al que tradicionalmente se le pide la  bendición de los mismos. Se celebra con misa y procesión, acompañado de una merienda para todos, tarde de juegos y verbena nocturna.
- Moveros comparte con el vecino pueblo portugués de Constantim la romería en honor la Virgen de la Luz, y la feria que se organiza en las laderas de la montaña donde está situada la ermita.[15] Se celebra el domingo siguiente a la festividad de San Marcos, siendo la festividad de este último el 25 de abril.[16]